# (10219) Penco
(10219) Penco (1997 UJ5) – planetoida z pasa głównego asteroid okrążająca Słońce w ciągu 3,51 lat w średniej odległości 2,31 j.a. Odkryta 25 października 1997 roku.